# Залізнична селищна рада
Залізни́чна се́лищна ра́да — адміністративно-територіальна одиниця та орган місцевого самоврядування в Гуляйпільському районі Запорізької області. Адміністративний центр — селище міського типу Залізничне.

## Загальні відомості
- Територія ради: 2,347 км²
- Населення ради: 1119 осіб (станом на 2015 рік)[1]

## Населені пункти
Селищній раді підпорядковані населені пункти:
- смт Залізничне

## Склад ради
Рада складається з 14 депутатів та голови.
- Голова ради: Чуб Ігор Леонідович
- Секретар ради: Кириченко Олександр Михайлович

### Керівний склад попередніх скликань
| Прізвище, ім'я, по батькові | Основні відомості                                                                      | Дата обрання | Дата звільнення |
| --------------------------- | -------------------------------------------------------------------------------------- | ------------ | --------------- |
| Чуб Ігор Леонідович         | Селищний голова, 1972 року народження, освіта середня спеціальна, член Партії «Союз»   | 26.03.2006   | 31.10.2010      |
| Чуб Ігор Леонідович         | Селищний голова, 1972 року народження, освіта середня спеціальна, член Партії регіонів | 31.10.2010   |                 |

Примітка: таблиця складена за даними сайту Верховної Ради України

### Депутати
За результатами місцевих виборів 2010 року депутатами ради стали:

#### За суб'єктами висування
| Суб'єкт висування                                       | Кількість обраних депутатів | %    |
| ------------------------------------------------------- | --------------------------- | ---- |
| Партія регіонів                                         | 8                           | 57,1 |
| Самовисування                                           | 5                           | 35,7 |
| Політична партія Всеукраїнське об'єднання «Батьківщина» | 1                           | 7,1  |

#### За округами
| № округу                                                | Прізвище, ім'я, по батькові      | Дата визнання обраним | Освіта             | Партійна приналежність                        | Відомості про обраного депутата                                                         |
| ------------------------------------------------------- | -------------------------------- | --------------------- | ------------------ | --------------------------------------------- | --------------------------------------------------------------------------------------- |
| Партія регіонів                                         |                                  |                       |                    |                                               |                                                                                         |
| 1                                                       | Савицький Олександр Анатолійович | 03.11.2010            | вища               | член Партії регіонів                          | ДП «Гуляйпільський механічний завод» ВАТ «Мотор Січ», начальник ПДО                     |
| 2                                                       | Савицька Людмила Миколаївна      | 03.11.2010            | вища               | член Партії регіонів                          | ТОВ «Новий заповіт», головний Бухгалтер                                                 |
| 4                                                       | Федоренко В'ячеслав Григорович   | 03.11.2010            | вища               | член Партії регіонів                          | ДП «Гуляйпільський механічний завод» ВАТ «Мотор Січ», начальник охорони                 |
| 6                                                       | Онищенко Людмила Василівна       | 03.11.2010            | вища               | член Партії регіонів                          | ДП «Гуляйпільський механічний завод» ВАТ «Мотор Січ», бухгалтер                         |
| 7                                                       | Левун Віктор Іванович            | 03.11.2010            | вища               | позапартійний                                 | асвальтно-бетонний завод, охоронець                                                     |
| 9                                                       | Токарь Іван Васильович           | 03.11.2010            | вища               | позапартійний                                 | ТОВ «Гуляйпільська нафтобаза», інженер                                                  |
| 11                                                      | Гончар Віктор Іванович           | 03.11.2010            | середня спеціальна | позапартійний                                 | КП "СКГ «Джерело», директор                                                             |
| 13                                                      | Кириченко Олександр Михайлович   | 03.11.2010            | вища               | позапартійний                                 | Залізнична селищна рада, секретар                                                       |
| Політична партія Всеукраїнське об'єднання «Батьківщина» |                                  |                       |                    |                                               |                                                                                         |
| 3                                                       | Лагода Дмитро Сергійович         | 03.11.2010            | вища               | член Всеукраїнського об'єднання «Батьківщина» | приватний підприємець                                                                   |
| Самовисування                                           |                                  |                       |                    |                                               |                                                                                         |
| 5                                                       | Кидиба Володимир Євгенович       | 03.11.2010            | середня спеціальна | позапартійний                                 | тимчасово не працює                                                                     |
| 8                                                       | Пшикова Анастасія Володимирівна  | 03.11.2010            | вища               | позапартійна                                  | головне управління державного казначейства України в Гуляйпільському районі, спеціаліст |
| 10                                                      | Леонов Геннадій Станіславович    | 03.11.2010            | середня спеціальна | позапартійний                                 | приватний підприємець                                                                   |
| 12                                                      | Храпаль Олена Василівна          | 03.11.2010            | середня спеціальна | член Всеукраїнського об'єднання «Батьківщина» | Залізничний НВК, помічник вихователя                                                    |
| 14                                                      | Плакса Надія Василівна           | 03.11.2010            | вища               | позапартійна                                  | Гуляйпільська спеціальна загальноосвітня школа, вихователь                              |